# 킬링 군터
《킬링 군터》(Killing Gunther)는 미국에서 제작된 타란 킬램 감독의 2017년 액션, 코미디 영화이다. 아놀드 슈왈제네거 등이 주연으로 출연하였고 스티븐 스퀼란트 등이 제작에 참여하였다. 이 영화는 2017년 9월 22일 VOD(주문형 비디오)로 출시되었으며 2017년 10월 20일 사반 필름스에 의해 극장에 제한적으로 개봉하였다.

## 출연

### 주연
- 아놀드 슈왈제네거
- 타란 킬램

### 조연
- 코비 스멀더스
- 한나 시모네
- 바비 모니한
- 아미르 탈라이
- 앨리슨 톨먼
- 라이언 골
- 스티브 베이식
- 피터 키라니스
- 아론 유
- 마크-안소니 마시아

## 기타
- 기획실장: 엘리자베스 데스트로
- 미술: 이마노 디 페보 오시니
- 세트: 재클린 밀러
- 시각효과: 로말드 제프리
- 시각효과: 프랑소와 라트레모일
- 의상: 쿠루마다 레이코
- 의상: 아리아나 프리스
- 배역: 주디 리